# Indywidualne Mistrzostwa Szwecji na Żużlu 1955
Indywidualne Mistrzostwa Szwecji na Żużlu 1955 – cykl turniejów żużlowych, mających wyłonić najlepszych żużlowców szwedzkich. Tytuł wywalczył Rune Sörmander (Dackarna Målilla). 

## Finał
- Sztokholm, 30 września 1955

| Msc. | Zawodnik           | Klub                 | Pkt   |  |  |
| ---- | ------------------ | -------------------- | ----- |  |  |
| 1    | Rune Sörmander     | Dackarna Målilla     | 15    |  |  |
| 2    | Olle Nygren        | Monarkerna Sztokholm | 14    |  |  |
| 3    | Ove Fundin         | Filbyterna Linköping | 12 +3 |  |  |
| 4    | Kjell Carlsson     | Kaparna Göteborg     | 12 +2 |  |  |
| 5    | Dan Forsberg       | Filbyterna Linköping | 10    |  |  |
| 6    | Ulf Ericsson       | Monarkerna Sztokholm | 10    |  |  |
| 7    | Joel Jansson       | Indianerna Kumla     | 7     |  |  |
| 8    | Birger Forsberg    | Monarkerna Sztokholm | 5     |  |  |
| 9    | Per Olof Söderman  | Getingarna Sztokholm | 5     |  |  |
| 10   | Stig Pramberg      | Filbyterna Linköping | 5     |  |  |
| 11   | Evert Andersson    | Dackarna Målilla     | 5     |  |  |
| 12   | Georg Duneborn     | Getingarna Sztokholm | 5     |  |  |
| 13   | Allan Nilsson      | Dackarna Målilla     | 4     |  |  |
| 14   | Sven Fahlén        | Dackarna Målilla     | 3     |  |  |
| 15   | Göran Norlén       | Kaparna Göteborg     | 2     |  |  |
| 16   | Rune Stenström     | Getingarna Sztokholm | 1     |  |  |
|      | rez. Bernt Nilsson | Monarkerna Sztokholm | 1     |  |  |